# Xã Liberty, Quận Dubuque, Iowa
Xã Liberty (tiếng Anh: Liberty Township) là một xã thuộc quận Dubuque, tiểu bang Iowa, Hoa Kỳ. Năm 2010, dân số của xã này là 610 người.